# Michel Chasles
Michel Chasles (født 15. november 1793, død 18. december 1880) var en fransk matematiker.
Chasles, der havde gennemgået École polytechnique, blev 1841 professor i geodæsi og maskinlære ved denne skole; 1846 overtog han en for ham oprettet lærerplads i højere geometri ved Faculté des sciences i Paris, hvilken han beklædte til sin død. 1851 blev han Medlem af Académie des sciences. – Chasles arbejde falder overvejende inden for den moderne geometri. Ligesom tyskeren Steiner behandler han de simplere kurver og flader (særlig keglesnittene) væsentlig rent geometrisk ud fra sådanne definitioner, at man på alle de fundne resultater straks kan anvende den moderne geometris to store metoder: dualitet og projektion. Disse undersøgelser findes i Chasles' lærebøger: Traité de géométrie supérieure (1852, 2. udg. 1880) og Traité des sections coniques (1865), samt i hans berømte værk: Aperçu historique sur l’origine et le développement des méthodes en géométrie (1837). Dette sidste skrift er en videre udvikling af to geometriske afhandlinger, som 1830 blev prisbelønnede af akademiet i Bryssel, med en tilknyttet historisk oversigt, der er ledsaget af noter, af hvilke flere er betydelige geometriske afhandlinger. Chasles er skaber af nogle af antalsgeometriens vigtigste metoder, idet han har opstillet korrespondanceprincippet og teorien om karakteristikker ved systemer af kurver. Han har videre skrevet: Rapport sur les progrès de la géométrie en France (1870), Les trois livres de porismes d’Euclide (1860), hvori han forsøger at rekonstruere Euklids tabte værk, samt talrige afhandlinger. (Især i Comptes rendus de l’académie des sciences), i hvilke han foruden de nævnte emner også behandler andre, som stereografisk projektion, kinematik m.m. Nogle breve, som Chasles havde købt af en autografsamler, forledte ham til 1867 at opstille den påstand, at den almindelige tiltrækningslov ikke skyldtes Newton, men Pascal; først 2 år efter opdagede han, at brevene var falske.